# Razer Sports Cars
Razer Sports Cars war ein britischer Hersteller von Automobilen.

## Unternehmensgeschichte
Peter Filby gründete 2003 das Unternehmen in Crawley in der Grafschaft West Sussex. Er begann mit der Produktion von Automobilen und Kits. Der Markenname lautete Razer. Es bestand eine Zusammenarbeit mit Roadtech Engineering aus dem gleichen Ort unter Leitung von Richard Tilly. 2007 endete die Produktion.

## Fahrzeuge
Im Angebot stand nur ein Modell, übernommen von Eldon Autokits. Es war ein Fahrzeug im Stil des Lotus Seven. Die offene Karosserie bot Platz für zwei Personen. Ein Vierzylindermotor von Ford trieb die Fahrzeuge an.
Razor Sportscars, ebenfalls aus Crawley, setzte die Produktion von 2007 bis 2010 unter dem Markennamen Razor fort. Insgesamt fertigten diese beiden Unternehmen zusammen etwa sechs Fahrzeuge.